# 韋謝拉吉爾卡
48°43′23″N 35°58′19″E / 48.72306°N 35.97194°E
韋謝拉吉爾卡（烏克蘭語：Весела Гірка），是烏克蘭的村落，位於該國中部第聶伯羅彼得羅夫斯克州，由日爾伊夫卡區負責管轄，處於小捷爾尼夫卡河畔，距離布拉佐洛韋4.5公里，海拔高度109米，2001年人口103。